# 제주특별자치도 소방안전본부
제주특별자치도 소방안전본부(濟州特別自治道 消防防災本部, Jeju Fire Safety Headquarters)는 제주특별자치도를 관할하는 제주특별자치도청 산하의 소방본부이다. 제주특별자치도 제주시 신대로 9길 22에 위치하고 있다.
본부장은 지방소방준감으로 보하며, 산하에 4개 소방서를 두고 있다.

## 연혁
- 1948년 11월 제주도 총무국 소방과 설치
- 1975년 8월 제주도 민방위국 소방과 설치
- 1992년 4월 제주도 소방본부 설치
- 1998년 9월 제주도 소방재난관리본부로 변경
- 1999년 8월 제주도 소방방재본부로 변경
- 2008년 3월 제주특별자치도 소방본부로 변경
- 2011년 1월 제주특별자치도 소방방재본부로 변경
- 2013년 7월 제주특별자치도 소방안전본부로 변경

### 역대 본부장
| 대수 | 이름   | 임기                              |
| ---- | ------ | --------------------------------- |
| 1대  | 박관길 | 1992년 4월 8일 ~ 1994년 3월 31일  |
| 2대  | 신건승 | 1994년 4월 1일 ~ 1995년 5월 2일   |
| 3대  | 박관길 | 1995년 5월 3일 ~ 1998년 6월 30일  |
| 4대  | 김정화 | 1998년 7월 1일 ~ 1999년 8월 20일  |
| 5대  | 김신동 | 1999년 8월 21일 ~ 2002년 7월 28일 |
| 6대  | 정정기 | 2002년 7월 29일 ~ 2004년 1월 11일 |
| 7대  | 강희남 | 2004년 1월 13일 ~ 2007년 1월 7일  |
| 8대  | 이창헌 | 2007년 1월 8일 ~ 2007년 12월 31일 |
| 9대  | 이용만 | 2008년 1월 1일 ~ 2010년 3월 30일  |
| 10대 | 강철수 | 2010년 3월 31일 ~ 2012년 8월 23일 |
| 11대 | 김홍필 | 2012년 8월 24일 ~ 2015년 2월 9일  |
| 12대 | 남화영 | 2015년 2월 13일 ~ 2016년 7월 3일  |
| 13대 | 황기석 | 2016년 7월 4일 ~ 2018년 1월 31일  |
| 14대 | 조인재 | 2018년 2월 1일 ~ 2019년 2월 1일   |
| 15대 | 정병도 | 2019년 2월 2일 ~ 2021년 2월       |
| 16대 | 박근오 | 2021년 2월 ~ 2023년 3월 15일      |
| 17대 | 김수환 | 2023년 3월 15일 ~ 2024년 2월 4일  |
| 18대 | 고민자 | 2024년 2월 5일 ~                  |

## 조직
| - 소방정책과 - 소방행정팀 - 예산장비팀 - 안전도시팀 - 소방교육팀 | - 방호구조과 - 방호조사팀 - 예방지도팀 - 구조구급팀 - 소방항공대 | - 119종합상황실 - 상황1·2·3팀 |

## 산하기관
- 제주소방서
- 제주동부소방서
- 제주서부소방서
- 서귀포소방서

## 같이 보기
- 대한민국 소방청
- 대한민국의 소방
- 대한민국 소방공무원